# Murzynowo (województwo pomorskie)
Murzynowo – osada w Polsce położona w województwie pomorskim, w powiecie człuchowskim, w gminie Człuchów. 
Miejscowość jest częścią składową sołectwa Kołdowo.
W latach 1975–1998 miejscowość administracyjnie należała do województwa słupskiego.